# 2009 JW18
2009 JW18, também escrito como 2009 JW18, é um objeto transnetuniano que está localizado no Cinturão de Kuiper, uma região do Sistema Solar. Este corpo celeste é classificado como um provável cubewano. Ele possui uma magnitude absoluta de 8,5 e tem um diâmetro estimado com 88 km.

## Descoberta
2009 JW18 foi descoberto no dia 14 de maio de 2009.

## Órbita
A órbita de 2009 JW18 tem uma excentricidade de 0,110 e possui um semieixo maior de 46,058 UA. O seu periélio leva o mesmo a uma distância de 40,985 UA em relação ao Sol e seu afélio a 51,132 UA.